# Yūta Toyokawa
Yūta Toyokawa (japanisch 豊川 雄太 Toyokawa Yūta; * 9. September 1994 in Kumamoto, Japan) ist ein japanischer Fußballspieler.

## Karriere

### Verein

#### Kashima Antlers
Yūta lernte das Fußballspielen auf der Kumamoto Ozu High School und begann seine Profikarriere 2013 in der J League bei den Kashima Antlers. Sein Debüt bestritt er am 1. März 2014 mit einem 4:0-Auswärtssieg gegen Ventforet Korfu. Sein erstes Tor schoss er am 15. März 2014 bei einem 3:0-Auswärtssieg gegen Sagan Tosu und 2015 gewann er mit der Mannschaft den Japanischen Ligapokal.
Am 1. Februar 2016 wurde er dann für zwei Jahre an das in der J2 League spielende Team Fagiano Okayama verliehen. Dort absolvierte er wettbewerbsübergreifend 79 Spiele und erzielte dabei 19 Tore.

#### KAS Eupen
Am 5. Januar 2018 verpflichtete das Division-1A-Team Kas Eupen, trainiert von Claude Makelele Toyokawa vom englischen Verein Leeds United auf Leihbasis. Leeds United berichtete aber, das sie Toyokawa nie verpflichtet haben (Aspire Academy besitzt die Kas Eupen und pflegt ebenfalls eine Partnerschaft mit Leeds United). Somit wurde am 21. Januar bekannt gegeben, dass die Kas Eupen Toyokawa von Kashima Antlers auf einer 18-monatigen Leihbasis, mit einer Kaufoption verpflichtet.
Sein Debüt für den Verein absolvierte er am 17. Februar 2018 gegen Zulte Waregem. Insgesamt absolvierte er 67 Spiele für den Verein und schoss dabei 17 Tore.

#### Das Wunder vom Kehrweg
Am 11. März 2018 wurde Toyokawa zu einer Kultfigur bei den Fans der Kas Eupen. Am letzten Spieltag der regulären Saison stand der Verein kurz vor dem Abstieg. 20 Minuten vor Spielende stand es noch 0:0 gegen Royal Mouscron im Kehrwegstadion. Da der direkte Konkurrent KV Mechelen 2:0 vorne lag, war Eupen zwischenzeitlich mit zwei Punkten Abstand und einer schlechteren Tordifferenz als ihr direkter Konkurrent KV Mechelen Tabellenletzter und somit auf dem Abstiegsplatz. Doch Toyokawa schoss in den letzten Minuten des Spiels einen Hattrick und bereitete ein Tor, wodurch die Kas Eupen den Klassenerhalt doch noch schaffte, punktgleich mit dem KV Mechelen, jedoch mit besserer Tordifferenz.

#### Rückkehr nach Japan
Am 4. Januar 2020 wechselte er auf eigenen Wunsch zum japanischen Verein Cerezo Osaka. Der Verein aus Osaka spielte in der ersten Liga des Landes, der J1 League. Nach 45 Ligaspielen wechselte er im Januar 2022 nach Kyōto zum Erstligaaufsteiger Kyōto Sanga. Hier stand er drei Spielzeiten unter Vertrag und bestritt 74 Ligaspiele. Im Januar 2025 wechselte er zum Zweitligisten RB Ōmiya Ardija.

### Nationalmannschaft
Toyokawa spielte u. a. für die japanische U-23, mit der er die Asienmeisterschaft 2016 gewann.

## Erfolge
- Japanischer Ligapokalsieger: 2015
- U-23-Asienmeister: 2016